# Aru (territorium)
Aru is een territorium (territoire) in de Democratische Republiek Congo. Het een van de vijf territoria van de provincie Ituri. Het heeft een oppervlakte van 6.749 km² en een bevolking van naar schatting 1.633.000.

## Bestuur
Het territorium is opgericht in 1957.
Het is onderverdeeld in één gemeente,
- Aru

één sector,
- Ndo

en zeven chefferies,
- Aluru
- Kakwa
- Kaliko-Omi
- Lu
- Nio-Kamule
- Zaki

Verder zijn er 382 dorpen.

## Geografie

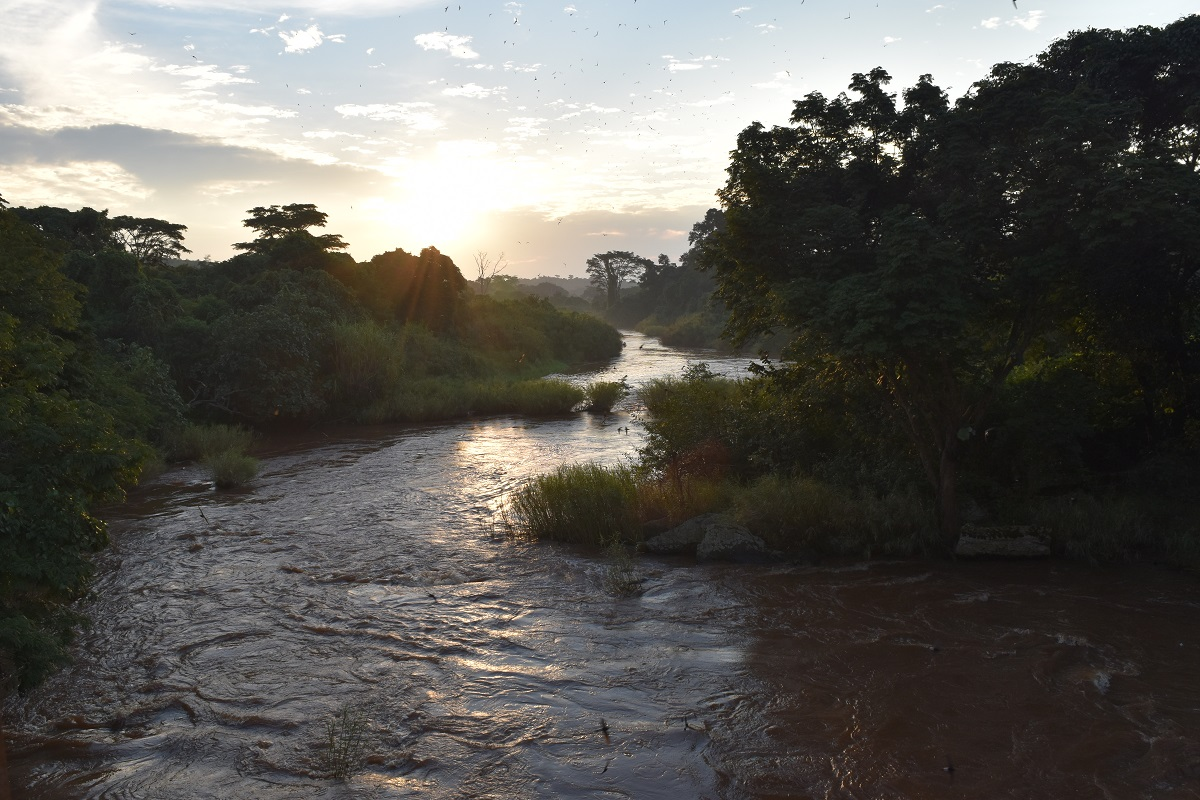
De rivier Aru

Aru grenst in het noorden aan Zuid-Soedan en in het oosten aan Oeganda. Verder grenst het aan de territoria Djugu en Mahagi (Ituri) en Faradje en Watsa (Haut-Uélé).
Het gebied is heuvelachtig met een gemiddelde hoogte van 1.300 meter met ook bergen. De Aru, Kibali en Nzoro zijn de belangrijkste rivieren. Er heerst een subtropisch klimaat. De vegetatie voornamelijk uit savanne, met bossen in het westen en een klein gebied met tropisch woud in Endru (Ndo).

## Bevolking
De grootste bevolkingsgroep zijn de Lugbara. De nationale voertaal is Lingala maar ook Swahili wordt plaatselijk gesproken.
De bevolking leeft voornamelijk van landbouw. Er is artisanale mijnbouw van goud (in het verleden ook van ijzer).